# Estación de Túria
Túria es una estación de las líneas 1 y 2 de Metrovalencia. Fue inaugurada el 8 de octubre de 1988 y se encuentra en la avenida de Pio XII, en el barrio de Campanar, al lado del jardín del Turia y del centro comercial Nuevo Centro.